# WTA Acapulco
Das WTA Acapulco (offiziell: Abierto Mexicano Telcel) ist ein Damen-Tennisturnier der WTA Tour, das in der mexikanischen Stadt Acapulco ausgetragen wird.
Seit 2014 wird nicht mehr auf Sand-, sondern auf Hartplätzen gespielt.

## Siegerliste

### Einzel
| Jahr                         | Siegerin            | Finalgegnerin          | Ergebnis       |
| ---------------------------- | ------------------- | ---------------------- | -------------- |
| ↓ Kategorie: Tier III ↓      |                     |                        |                |
| 2001                         | Amanda Coetzer (1)  | Jelena Dementjewa      | 2:6, 6:1, 6:2  |
| 2002                         | Katarina Srebotnik  | Paola Suárez           | 6:71, 6:4, 6:2 |
| 2003                         | Amanda Coetzer (2)  | Mariana Díaz-Oliva     | 7:5, 6:3       |
| 2004                         | Iveta Benešová      | Flavia Pennetta        | 7:65, 6:4      |
| 2005                         | Flavia Pennetta (1) | Ľudmila Cervanová      | 3:6, 7:5, 6:3  |
| 2006                         | Anna-Lena Grönefeld | Flavia Pennetta        | 6:1, 4:6, 6:2  |
| 2007                         | Émilie Loit         | Flavia Pennetta        | 7:60, 6:4      |
| 2008                         | Flavia Pennetta (2) | Alizé Cornet           | 6:0, 4:6, 6:1  |
| ↓ Kategorie: International ↓ |                     |                        |                |
| 2009                         | Venus Williams (1)  | Flavia Pennetta        | 6:1, 6:2       |
| 2010                         | Venus Williams (2)  | Polona Hercog          | 2:6, 6:2, 6:3  |
| 2011                         | Gisela Dulko        | Arantxa Parra Santonja | 6:3, 7:65      |
| 2012                         | Sara Errani (1)     | Flavia Pennetta        | 5:7, 7:62, 6:0 |
| 2013                         | Sara Errani (2)     | Carla Suárez           | 6:0, 6:4       |
| 2014                         | Dominika Cibulková  | Christina McHale       | 7:63, 4:6, 6:4 |
| 2015                         | Timea Bacsinszky    | Caroline Garcia        | 6:3, 6:0       |
| 2016                         | Sloane Stephens     | Dominika Cibulková     | 6:4, 4:6, 7:65 |
| 2017                         | Lessja Zurenko (1)  | Kristina Mladenovic    | 6:1, 7:5       |
| 2018                         | Lessja Zurenko (2)  | Stefanie Vögele        | 5:7, 7:62, 6:2 |
| 2019                         | Wang Yafan          | Sofia Kenin            | 2:6, 6:3, 7:5  |
| 2020                         | Heather Watson      | Leylah Annie Fernandez | 6:4, 6:78, 6:1 |

### Doppel
| Jahr                         | Siegerinnen                                                 | Finalgegnerinnen                                       | Ergebnis           |
| ---------------------------- | ----------------------------------------------------------- | ------------------------------------------------------ | ------------------ |
| ↓ Kategorie: Tier III ↓      |                                                             |                                                        |                    |
| 2001                         | María José Martínez Sánchez (1) Anabel Medina Garrigues (1) | Virginia Ruano Pascual Paola Suárez                    | 6:4, 6:75, 7:5     |
| 2002                         | Virginia Ruano Pascual Paola Suárez                         | Tina Križan Katarina Srebotnik                         | 7:5, 6:1           |
| 2003                         | Émilie Loit Åsa Svensson                                    | Petra Mandula Patricia Wartusch                        | 6:3, 6:1           |
| 2004                         | Lisa McShea Milagros Sequera                                | Olga Blahotová Gabriela Navrátilová                    | 2:6, 7:65, 6:4     |
| 2005                         | Alina Schidkowa Tetjana Perebyjnis                          | Rosa María Andrés Rodríguez Conchita Martínez Granados | 7:5, 6:3           |
| 2006                         | Anna-Lena Grönefeld Meghann Shaughnessy                     | Shinobu Asagoe Émilie Loit                             | 6:1, 6:3           |
| 2007                         | Lourdes Domínguez Lino (1) Arantxa Parra Santonja (1)       | Émilie Loit Nicole Pratt                               | 6:3, 6:3           |
| 2008                         | Nuria Llagostera Vives (1) María José Martínez Sánchez (2)  | Iveta Benešová Petra Cetkovská                         | 6:2, 6:4           |
| ↓ Kategorie: International ↓ |                                                             |                                                        |                    |
| 2009                         | Nuria Llagostera Vives (2) María José Martínez Sánchez (3)  | Lourdes Dominguez Lino Arantxa Parra Santonja          | 6:4, 6:2           |
| 2010                         | Polona Hercog Barbora Záhlavová-Strýcová                    | Sara Errani Roberta Vinci                              | 2:6, 6:1, [10:2]   |
| 2011                         | Marija Korytzewa Ioana Raluca Olaru                         | Lourdes Domínguez Lino Arantxa Parra Santonja          | 3:6, 6:1, [10:4]   |
| 2012                         | Sara Errani Roberta Vinci                                   | Lourdes Domínguez Lino Arantxa Parra Santonja          | 6:2, 6:1           |
| 2013                         | Lourdes Domínguez Lino (2) Arantxa Parra Santonja (2)       | Catalina Castaño Mariana Duque Mariño                  | 6:4, 7:61          |
| 2014                         | Kristina Mladenovic Galina Woskobojewa                      | Petra Cetkovská Iveta Melzer                           | 6:3, 2:6, [10:5]   |
| 2015                         | Lara Arruabarrena Vecino María Teresa Torró Flor            | Andrea Hlaváčková Lucie Hradecká                       | 7:62, 5:7, [13:11] |
| 2016                         | Anabel Medina Garrigues (2) Arantxa Parra Santonja (3)      | Kiki Bertens Johanna Larsson                           | 6:0, 6:4           |
| 2017                         | Darija Jurak Anastassija Rodionowa                          | Verónica Cepede Royg Mariana Duque Mariño              | 6:3, 6:2           |
| 2018                         | Tatjana Maria Heather Watson                                | Kaitlyn Christian Sabrina Santamaria                   | 7:5, 2:6, [10:2]   |
| 2019                         | Wiktoryja Asaranka Zheng Saisai                             | Desirae Krawczyk Giuliana Olmos                        | 6:1, 6:2           |
| 2020                         | Desirae Krawczyk Giuliana Olmos                             | Kateryna Bondarenko Sharon Fichman                     | 6:3, 7:65          |

## Auszeichnungen
In den Jahren 2001, 2002, 2004, 2006, 2009 und 2014 bis 2017 wurde das Turnier von den Spielerinnen zum beliebtesten Turnier der Kategorie International (bis 2008 Tier III/IV/V) auf der WTA Tour gewählt.